# Liste von Persönlichkeiten der Stadt Odessa
Die folgende Liste enthält Persönlichkeiten, die in Odessa geboren wurden sowie solche, die zeitweise dort gelebt und gewirkt haben. Die Liste erhebt keinen Anspruch auf Vollständigkeit.

## In Odessa geboren

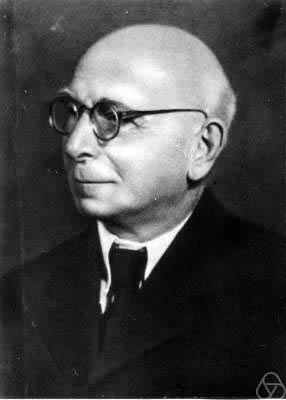
Sergei Bernstein

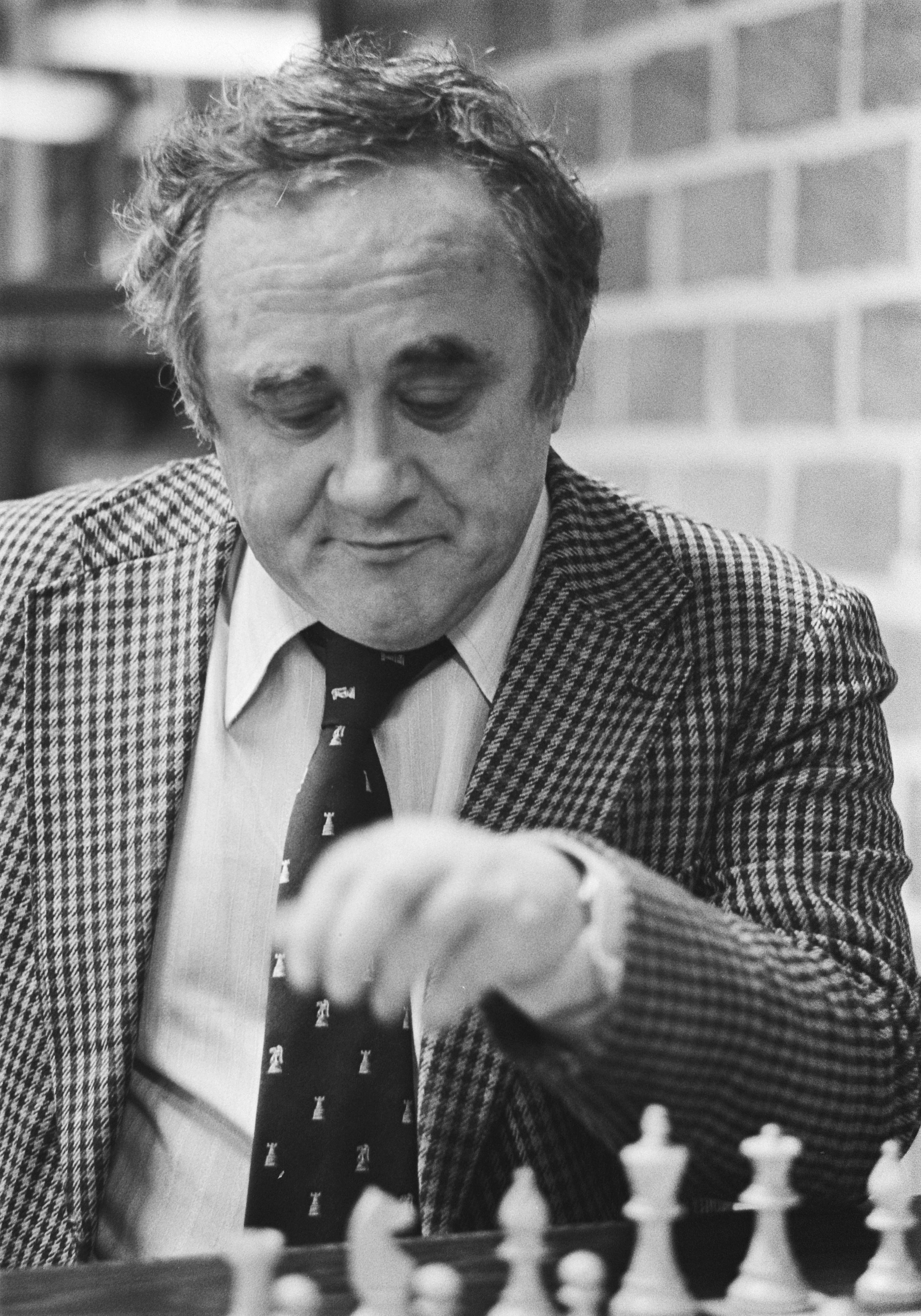
Efim Geller

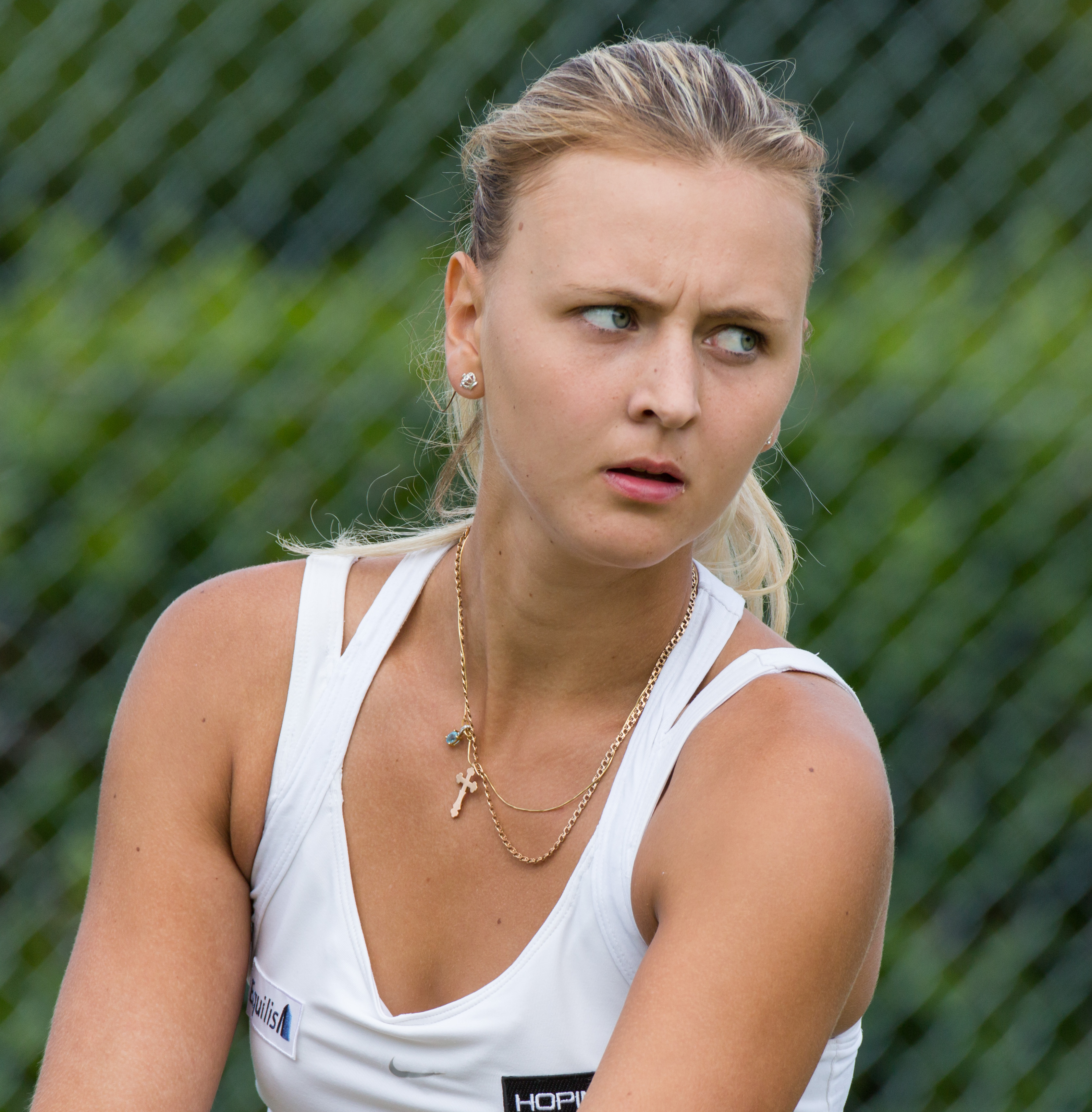
Maryna Zanevska

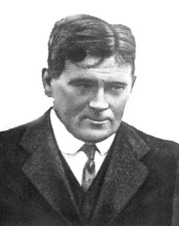
Sergei Utotschkin

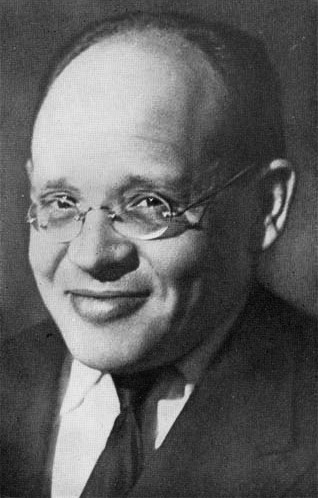
Isaak Babel

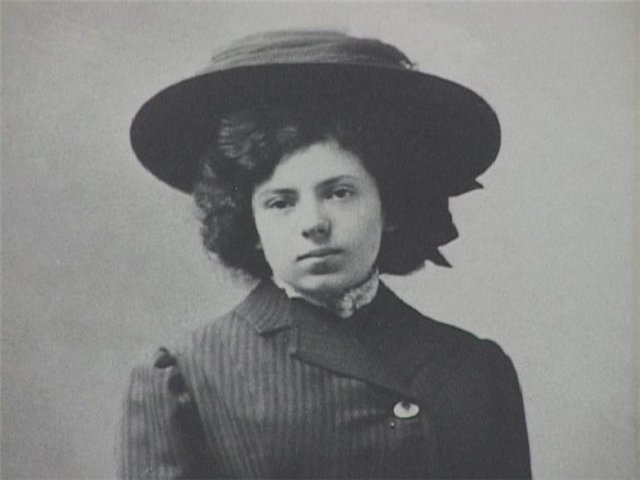
Wera Inber

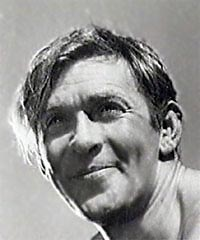
Leonid Utjossow

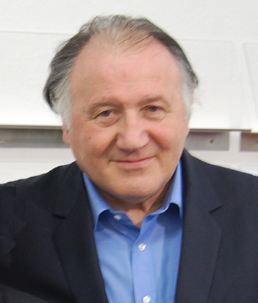
Peter Weibel

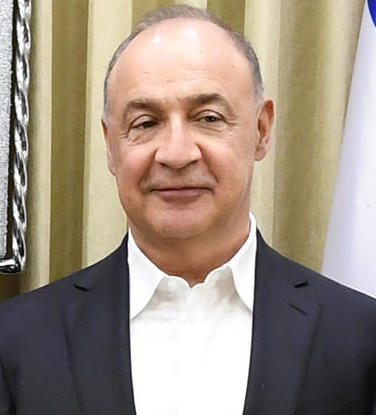
Leonard Blavatnik

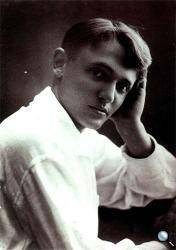
Michail Minkus

### Bis 1880
- Alexandra Smirnowa (1809–1882), russische Hofdame und Memoirenschreiberin
- Fredrik Alopaeus (1810–1862), Offizier aus dem Großfürstentum Finnland und Generalmajor der Kaiserlich Russische Armee
- Spiridon Palausow (1818–1872), russischer Historiker bulgarischer Herkunft
- Wilhelm Wolfsohn (1820–1865), deutscher Schriftsteller
- Henri Axenfeld (1824–1892), russisch-französischer Maler
- Wiktor Della-Vos (1829–1890), russischer Physiker und Hochschullehrer
- Grigori Marasli (1831–1907), Bürgermeister Odessas und Mäzen
- Alexander Neumann (1831–nach 1868), Porträt-, Genre- und Landschaftsmaler
- Victor Merz (1839–1904), Schweizer Chemiker und Hochschullehrer
- Konstantin Skalkowski (1843–1906), russischer Bergbauingenieur und Theaterkritiker
- Franz Roubaud (1856–1928), Maler
- Eugen von Bergmann (1857–1919), Wirtschaftswissenschaftler und Hochschullehrer
- Nikolai Semjonowitsch Klenowski (1857–1915), Komponist und Musikpädagoge
- Sara Adler (1858 oder 1860–1953), US-amerikanische Schauspielerin
- Nikolai Gamaleja (1859–1949), russischer Bakteriologe und Epidemiologe
- Boris Eduards (1860–1924), russischer Bildhauer und Bildgießer
- Nikolai Andrussow (1861–1924), Geologe und Paläontologe
- Georgi de Metz (1861–1947), Physiker, Methodologe und Universitätsrektor
- Wsewolod Timonow (1862–1936), russisch-sowjetischer Wasserbauingenieur, Hydrologe und Hochschullehrer
- Vladimir Poliakoff (1864–1939), Zeitungsherausgeber in Frankreich
- Wladimir Scheltinga (1864–1921), russisch-sowjetischer Konteradmiral
- Alexander Cartellieri (1867–1955), deutscher Historiker
- Alexander Samoilow (1867–1930), Physiologe und Kardiologe
- Wassili Sapelnikow (1867–1941), russischer Komponist und Pianist
- Pjotr Schmidt (1867–1906), russischer Marineoffizier
- David Widhopff (1867–1933), französischer Maler, Plakatkünstler und Karikaturist
- Matwei Charlamow (1870–1930), russisch-sowjetischer Bildhauer
- Grigori Petrowitsch Goldstein (1870–1941), Maler, Grafiker und Fotograf
- Oskar Munz (1871–1942), niederländisch-russisch-sowjetischer Architekt und Hochschullehrer
- Juri Steklow (1873–1941), russischer Revolutionär, Journalist und Historiker
- William Walcot (1874–1943), britisch-russischer Architekt und Künstler
- Rosa Grimm (1875–1955), Schweizer Politikerin
- Wladimir Domogazki (1876–1939), russisch-sowjetischer Bildhauer und Hochschullehrer
- Mykola Straschesko (1876–1952), Wissenschaftler, Arzt und Kardiologe
- Sergei Utoschkin (1876–1916), russischer Radrennfahrer und Flugpionier
- Artur Anatra (1878–1942), Unternehmer und Luftfahrtpionier
- Télémaque Lambrino (1878–1930), Pianist und Musikpädagoge
- Konstantin Rosenstein (1878–1951), russischer Bauingenieur und Architekt
- Alexander Klein (1879–1961), deutsch-israelischer Architekt
- Joseph Askinasy (1880–1939), ukrainisch-mexikanischer Soziologe, Schriftsteller und Journalist
- Sergei Bernstein (1880–1968), russischer Mathematiker
- Maria Hiller-Foell (1880–1943), deutsch-ukrainische Malerin

### 1881 bis 1900
- Wjatscheslaw Wiskowski (1881–1933), russischer Filmregisseur, Drehbuchautor und Schauspieler
- Wera Tubandt (1881–1944), russisch-deutsche Chemikerin, NS-Opfer, geboren als Wera Krilitschewsky
- Vladimir Dyck (1882–1943), Komponist und Musikpädagoge
- Maurice Abrahams (1883–1931), Songwriter und Musikverleger
- Joseph Schwarz (1883–1945), russisch-amerikanischer Pianist und Musikpädagoge
- Manfred Malkin (1884–1966), amerikanisch-russischer Pianist und Musikpädagoge
- Alexander Trachtenberg (1884–1966), US-amerikanischer Verleger von marxistischen Büchern und Flugschriften
- Josef von Fielitz (1885–1963), deutscher Theater- und Filmschauspieler und Regisseur
- Rosa Katz, geborene Heine (1885–1976), deutsche Pädagogin und Entwicklungspsychologin
- Zygmunt Klukowski (1885–1959), Arzt und Autor
- Lea Luboshutz (1885–1965), Geigerin und Musikpädagogin
- Pjotr Pasternak (1885–1963), sowjetischer Bauingenieur
- Eli Kochański (1886–1940), polnischer Cellist und Musikpädagoge
- Ernestina Paper (1846–1926), italienische Medizinerin
- Anna Ljuboschiz (1887–1975), Cellistin
- Boris Skwirski (1887–1941), sowjetischer Botschafter
- Kazimierz Fabrycy (1888–1958), polnischer Divisionsgeneral im Zweiten Weltkrieg
- Anna Achmatowa (1889–1966), Dichterin und Schriftstellerin
- Dorothea Charol (1889–1963), deutsche Bildhauerin des Art déco
- Juri Figatner (1889–1937), russischer Revolutionär und Politiker
- Michael Hirschberg (1889–1937), Jurist, Politiker und Widerstandskämpfer gegen den Nationalsozialismus
- Tina Lerner (1889–nach 1947), russisch-amerikanische Konzertpianistin
- Wsewolod Abramowitsch (1890–1913), russischer Flugpionier und Fluglehrer
- Leo Cherniavsky (1890–1974), kanadischer Violinist
- Olga Freudenberg (1890–1955), Philologin
- Eduard Steinwand (1890–1960), russlanddeutscher Theologe, Professor in Erlangen.
- Wera Inber (1890–1972), russisch-sowjetische Schriftstellerin
- Boris Iofan (1891–1976), sowjetischer Architekt
- Boris Kasanski (1891–1973), sowjetischer Chemiker
- Pierre Luboshutz (1891–1971), Pianist und Musikpädagoge
- Nadja Stein (1891–1961), österreichisch-israelische Frauenfunktionärin
- Marija Felixowna Bri-Bein (1892–1968/71), Malerin und Grafikerin
- Alexander Gauk (1893–1963), Dirigent und Komponist
- Adolf Rabinowitsch (1893–1942), ukrainisch-russischer Chemiker und Hochschullehrer
- Isaak Babel (1894–1940), russischer Journalist und Autor jüdischer Herkunft
- Jewgeni Lewinson (1894–1968), russischer Architekt und Hochschullehrer
- Leonid Rossolimo (1894–1977), russischer Geograph, Hydrobiologe, Professor
- Alexander von Schelting (1894–1963), deutscher Soziologe
- Sofja Sokolowskaja (1894–1938), sowjetische Revolutionärin, Parteifunktionärin und Filmregisseurin
- Eduard Bagrizki (1895–1934), russisch-sowjetischer Dichter, Übersetzer und Dramaturg
- Paul Olisberg (1895–nach 1932), russlanddeutscher römisch-katholischer Geistlicher und Märtyrer
- Leonid Utjossow (1895–1982), sowjetischer Sänger, Bandleader und Schauspieler
- Wladimir Zessarski (1895–1940), ukrainisch-russischer NKWD-Offizier
- Simon Barere (1896–1951), russischer Pianist
- Jacobo Ficher (1896–1978), argentinischer Komponist, Violinist und Dirigent russischer Herkunft
- Dmitri Maksutow (1896–1964), russischer Optiker, Maksutov-Teleskop
- Hermann Baun (1897–1951), deutscher Abwehr-Offizier und Agent
- Wilhelm Flicke (1897–1957), deutscher Geheimdienstoffizier
- Ilja Arnoldowitsch Ilf (1897–1937), russisch-sowjetischer Schriftsteller und Journalist jüdischer Herkunft
- Walentin Katajew (1897–1986), sowjetischer Dramatiker und Romancier
- Berta Reingbald (1897–1944), Pianistin
- Juri Libedinski (1898–1959), sowjetischer Schriftsteller
- Heinrich Walter (1898–1989), deutsch-russischer Geobotaniker und Öko-Physiologe
- Jaakow Dori (1899–1973), Generalstabschef der israelischen Streitkräfte
- Jacques Gordon (1899–1948), US-amerikanischer Geiger, Dirigent und Musikpädagoge
- Ida Kamińska (1899–1980), polnisch-jüdische Schauspielerin
- Toscha Seidel (1899–1962), Violinist
- Sinaida Aksentjewa (1900–1969), Geophysikerin und Astronomin
- Jurij Lypa (1900–1944), Schriftsteller, Dichter, Journalist, Publizist und Ideologe des ukrainischen Nationalismus
- Albert Masnata (1900–1983), Schweizer Wirtschaftswissenschaftler
- Boris Schechter (1900–1961), russischer Komponist
- Gregory Stone (1900–1991), russisch-amerikanischer Pianist und Komponist

### 1901 bis 1920
- Michail Rauchwerger (1901–1989), russischer Komponist
- Lidija Ginsburg (1902–1990), russische Literaturwissenschaftlerin und Schriftstellerin
- Morris Lapidus (1902–2001), russisch-US-amerikanischer Architekt
- Isaac Soyer (1902–1981), US-amerikanischer Maler russisch-jüdischer Herkunft
- Nathan Swartz (1902–?), russisch-amerikanischer Schuhfabrikant
- Vitali Halberstadt (1903–1967), französischer Autor von Schachkompositionen
- Friedrich Jürgenson (1903–1987), russisch-estnischer Entdecker des Tonbandstimmenphänomens, Kunstmaler, Opernsänger und Dokumentarfilmer
- Joseph Kaminski (1903–1972), polnischer und israelischer Komponist und Violinist
- Jewgeni Petrowitsch Katajew (1903–1942), sowjetischer Schriftsteller und Journalist
- Halina Auderska (1904–2000), Schriftstellerin, Dramatikerin, Hörspielautorin, Publizistin, Lexikografin und Politikerin
- George Gamow (1904–1968), russisch-US-amerikanischer Physiker
- Nathan Milstein (1904–1992), US-amerikanischer Violinist ukrainischer Herkunft
- Anton Ablow (1905–1978), sowjetisch-moldawischer Chemiker und Hochschullehrer
- Nikolaus Brodszky (1905–1958), russisch-jüdischer Komponist und Musiker
- Konstantin Dankewitsch (1905–1984), sowjetischer Komponist, Pianist, Dirigent und Hochschullehrer
- Michail Minkus (1905–1963), russischer Architekt
- Pawlo Wirskyj (1905–1975), Tänzer und Choreograph[1]
- Veniamin Sinowjewitsch Mordkovich (1906–1992), ukrainischer Geiger und Geigenlehrer
- Adolf Juschkewitsch (1906–1993), russischer Mathematikhistoriker
- Roman Karmen (1906–1978), russischer Dokumentarfilmregisseur und Kameramann
- Alec Siniavine (1906–1996), französischer Pianist und Songwriter
- Tatjana Tess (1906–1983), Journalistin und Schriftstellerin
- Jewfrossinija Kersnowskaja (1907–1994), sowjetische Autorin und politische Gefangene
- Alexander Maly (1907–1961), ukrainisch-stämmiger, sowjetischer Raketeningenieur
- Antonio Spadawekkia (1907–1988), sowjetischer Komponist
- Walentin Petrowitsch Gluschko (1908–1989), sowjetischer Chefkonstrukteur von Raketentriebwerken
- Felix Gantmacher (1908–1964), russischer Mathematiker
- David Oistrach (1908–1974), russischer Geiger
- William Weisband (1908–1967), US-amerikanischer Spion
- Shura Cherkassky (1909–1995), russisch-US-amerikanischer Pianist
- Olga Sergejewna Losinskaja (1909–1978), sowjetisch-ukrainische Architektin und Stadtplanerin
- Leone Ginzburg (1909–1944), ukrainisch-italienischer Schriftsteller, Herausgeber und Journalist
- Mark Neumark (1909–1978), sowjetischer Mathematiker und Hochschullehrer
- Boris Dschelepow (1910–1998), russischer Kernphysiker und Hochschullehrer
- Charles Goldenberg (1910–1986), US-amerikanischer American-Football-Spieler
- Gurgen Adamjan (1911–1987), sowjetischer Cellist, Komponist und Musikpädagoge
- Nicholas Erasmus Golovin (1912–1969), US-amerikanischer theoretischer Physiker und Regierungsbeamter
- Ottokar Menzel (1912–1945), deutscher Historiker
- Alexander Nudelman (1912–1996), sowjetischer Waffenkonstrukteur
- Waldemar Werther (1913–um 1988), deutscher Kryptoanalytiker
- Henry Primakoff (1914–1983), russisch-US-amerikanischer Theoretischer Physiker
- Emil Gilels (1916–1985), russischer Pianist
- Samuil Schuchowizki (1916–2016), Schachspieler und -trainer
- Michael Goldstein (1917–1989), deutsch-israelischer Violinist, Dirigent, Komponist und Musikpädagoge
- Myer Mike Kessler (1917–1997), US-amerikanischer Physiker und Informationswissenschaftler
- Ludwig Klemm (1917–1979), deutscher SS-Unterscharführer, stellvertretender Kommandant des Ghettos Izbica
- Wladimir Jefimowitsch Zigal (1917–2013), russischer Bildhauer
- Abraham Kaplan (1918–1993), US-amerikanischer Philosoph und Hochschullehrer
- Malwa Landa (1918–2019), sowjetisch-russische Geologin und Menschenrechtlerin
- Alain Bosquet (1919–1998), russisch-französischer Dichter, Schriftsteller, Übersetzer und Essayist
- Olga Fischman (1919–1986), sowjetische Übersetzerin, Literaturwissenschaftlerin, Sinologin und Pädagogin
- Olena Steschenska (1920–2020), ukrainische Wissenschaftlerin

### 1921 bis 1950
- Deborah Tepper Haimo (1921–2007), US-amerikanische Mathematikerin und Hochschullehrerin
- Boris Goldstein (1922–1987), deutsch-russischer Geiger, Musikpädagoge, Hochschullehrer
- Dmytro Satonskyj (1922–2009), Literaturwissenschaftler und Germanist
- Abram Fet (1924–2007), russischer Philosoph, Dissident und Mathematiker
- Ljudmyla Semykina (1924–2021), Künstlerin
- Efim Geller (1925–1998), sowjetischer Schachgroßmeister
- Leonid Tarassuk (1925–1990), Waffenkundler und Archäologe
- Wilen Strutinski (1929–1993), sowjetischer Kernphysiker
- Eduard Gratsch (* 1930), russischer Musiker und Musikpädagoge
- Valentina Kameníková (1930–1989), Pianistin und Musikpädagogin
- Meri Lebenson (1931–2020), russische Pianistin
- Igor Neiswestny (* 1931), ukrainisch-russischer Physiker
- Walentina Rastworowa (1933–2018), sowjetische Florettfechterin
- Wladimir Arnold (1937–2010), russischer Mathematiker
- Walentyna Bolschowa (1937–2023), Sprinterin und Hürdenläuferin
- Vitali Milman (* 1939), israelischer Mathematiker russischer Herkunft
- Wladimir Strelnikow (* 1939), Künstler
- Hryhorij Swerbetow (* 1939), Sprinter
- David Bekker (1940–2022), Maler und Grafiker
- Joseph Dorfman (1940–2006), israelischer Komponist und Musikpädagoge
- Arkady Rovner (1940–2019), russischstämmiger US-amerikanischer Schriftsteller und Philosoph
- Walentyn Symonenko (* 1940), Bauingenieur und Politiker
- Lija Chytrina (* 1941), Hürdenläuferin
- Nikolai Gubenko (1941–2020), sowjetischer und russischer Schauspieler, Filmregisseur und Politiker (KPRF)
- Jakiw Schelesnjak (* 1941), Sportschütze
- Alexander Zipko (* 1941), russischer Sozialphilosoph und Politikwissenschaftler
- Peter Weibel (1944–2023), österreichischer Künstler, Ausstellungskurator, Kunst- und Medientheoretiker
- Mykola Awilow (* 1948), sowjetischer Zehnkämpfer und Olympiasieger
- Jakow Landa (1948–2005), sowjetischer Schriftsteller
- Oleksandr Bejderman (* 1949), jüdisch-ukrainischer Schriftsteller (schreibt Jiddisch, Russisch, Ukrainisch)
- Anatolij Jablunowskyj (* 1949), Radrennfahrer
- Hryhorij Surkis (* 1949), Oligarch und Sportfunktionär
- Kostjantyn Lerner (1950–2011), Schachmeister

### 1951 bis 1960
- Gleb Olegowitsch Pawlowski (1951–2023), russischer Politikwissenschaftler
- Halyna Smijewska (* 1952), Eiskunstlauf-Trainerin
- Leonid Burjak (* 1953), Fußballspieler und -trainer
- Jurij Kusnezow (1953–2016), Jazzpianist
- Michael Vaiman (* 1953), Violinist und Hochschullehrer
- Irina Ratuschinskaja (1954–2017), russische Dissidentin, Dichterin und Autorin
- Wassyl Rjabtschenko (* 1954), Maler, Grafiker, Fotograf
- Eugenia Kumacheva (* 1955), kanadische Chemikerin und Hochschullehrerin
- Marina Loschak (* 1955), Philologin und Museumsdirektorin
- Leonard Blavatnik (* 1957), russisch-US-amerikanischer Geschäftsmann und Milliardär
- Alexander Belostenny (1959–2010), sowjetischer Basketball-Olympiasieger
- Maria Guleghina (* 1959), ukrainisch-luxemburgische Sopranistin
- Ihor Bjelanow (* 1960), sowjetischer und ukrainischer Fußballspieler
- Wiktor Moskalenko (* 1960), Schachspieler
- Victor Shtivelberg (* 1960), Maler und Bildhauer

### 1961 bis 1970
- Oleksandr Rojtburd (1961–2021), Maler und Installationskünstler
- Boris Rosenberg (* 1962), Tischtennisspieler
- Hennadij Awdjejenko (* 1963), sowjetischer Hochspringer und Olympiasieger
- Vitali Konstantinov (* 1963), deutscher Illustrator
- Stella Sacharowa (* 1963), Turnerin
- Viktor Tchikoulaev (* 1964), ukrainisch-portugiesischer Handballspieler und -trainer
- Hennadij Truchanow (* 1965), Politiker
- Lee Altus (* 1966), US-amerikanischer Gitarrist ukrainischer Herkunft
- German Popov (* 1966), Musiker
- Mykola Miltschew (* 1967), Sportschütze
- Jewgeni Platow (* 1967), russischer Eiskunstläufer und Olympiasieger
- Wiktor Petrenko (* 1969), Eiskunstläufer und Olympiasieger
- Wadym Prystajko (* 1970), ukrainischer Außenminister

### 1971 bis 1980
- Nina Babel (* 1971), deutsche Ärztin und Wissenschaftlerin
- Olena Brjuchowez (* 1971), Tennisspielerin
- Oxana Grischtschuk (* 1972), russische Eiskunstläuferin, Olympiasiegerin
- Wassyl Jakowlew (* 1972), Bahnradsportler
- Witalij Krywyzkyj (* 1972), Bischof von Kiew-Schytomyr
- Wjatscheslaw Sahorodnjuk (* 1972), Eiskunstläufer
- Andrij Kostin (* 1973), Rechtsanwalt und Abgeordneter der Werchowna Rada
- Natalija Burdejna (* 1974), Bogenschützin
- Kirill Golovchenko (* 1974), Fotokünstler
- Ruslan Romantschuk (* 1974), Fußballspieler
- Jaroslaw Wynokur (* 1974), Billardspieler
- Andrij Prosorow (* 1975), Saxophonist und Komponist
- Slawa Frolowa (* 1976), Fernseh- und Radiomoderatorin
- Olena Witrytschenko (* 1976), Rhythmische Sportgymnastin
- Alexander Mogilewski (* 1977), Pianist
- Gennadi Nischegorodow (* 1977), russisch-ukrainischer Fußballspieler und -trainer
- Marina Wladimirowna Owsjannikowa (* 1978), Fernsehredakteurin und Anti-Kriegsaktivistin
- Yevgen Sokolovskiy (* 1978), Rennfahrer, Teammanager und Unternehmer
- Vitas (* 1979), Popsänger
- Andrij Woronin (* 1979), Fußballnationalspieler
- Maksym Shtein (* 1980), deutsch-ukrainischer Basketballspieler
- Oleg Zhukov (* 1980), Schauspieler

### 1981 bis 1990
- Marjana Gaponenko (* 1981), Schriftstellerin
- Ruslan Katyschew (* 1983), Leichtathlet
- Irina Krush (* 1983), US-amerikanische Schachspielerin
- Amina Okujewa (1983–2017), Aktivistin
- Heorhij Tschyhajew (* 1983), Boxer
- Alina Levshin (* 1984), deutsche Schauspielerin ukrainischer Herkunft
- Leonid Basan (* 1985), ukrainischer bzw. bulgarischer Ringer
- Dmytro Dikussar (* 1985), Tänzer und Choreograf
- Jekaterina Rubljowa (* 1985), russische Eistänzerin
- Ruslan Sorotschynskyj (* 1985), Squashspieler
- Olha Stefanischyna (* 1985), Juristin und Politikerin
- Julija Paratowa (* 1986), Gewichtheberin
- Jurij Tscheban (* 1986), Kanute
- Stepan Rjabtschenko (* 1987), Medienkünstler
- Tamara Lukasheva (* 1988), Jazzmusikerin
- Eduard Resnik (* 1989), Beachvolleyballspieler
- Iwan Bobko (* 1990), Fußballspieler
- Iryna Hlibko (1990–2024), Handballspielerin
- Rehina Todorenko (* 1990), Sängerin und TV-Moderatorin

### 1991 bis 2000
- Anschelika Terljuha (* 1992), Karateka
- Maryna Zanevska (* 1993), ukrainisch-belgische Tennisspielerin
- Heorhij Buschtschan (* 1994), Fußballspieler
- Elina Switolina (* 1994), Tennisspielerin
- Vladis-Emmerson Illoy-Ayyet (* 1995), kongolesisch-ukrainischer Fußballspieler
- Vladislav Loginov (* 1995), israelisch-ukrainischer Radrennfahrer
- Oleksandra Koraschwili (* 1996), Tennisspielerin
- Denys Norenkow (* 1996), Fußballspieler
- Irina Zaretska (* 1996), aserbaidschanisch-ukrainische Karateka
- Ramil Hadschyew (* 1997), Boxer
- Mélovin (* 1997), Singer/Songwriter
- Jelysaweta Jachno (* 1998), Synchronschwimmerin
- Jewhen Schtembuljak (* 1999), Schachspieler
- Dajana Jastremska (* 2000), Tennisspielerin

### Nach 2000
- Wolodymyr Saljuk (* 2002), Fußballspieler
- Kostjantyn Wiwtscharenko (* 2002), ukrainisch-bulgarischer Fußballspieler
- Michail Suchorutschenko (* 2003), russischer Fußballspieler

### Geburtsjahr nicht bekannt
- Mark Peskanov, US-amerikanischer Geiger

## Personen mit Beziehung zur Stadt

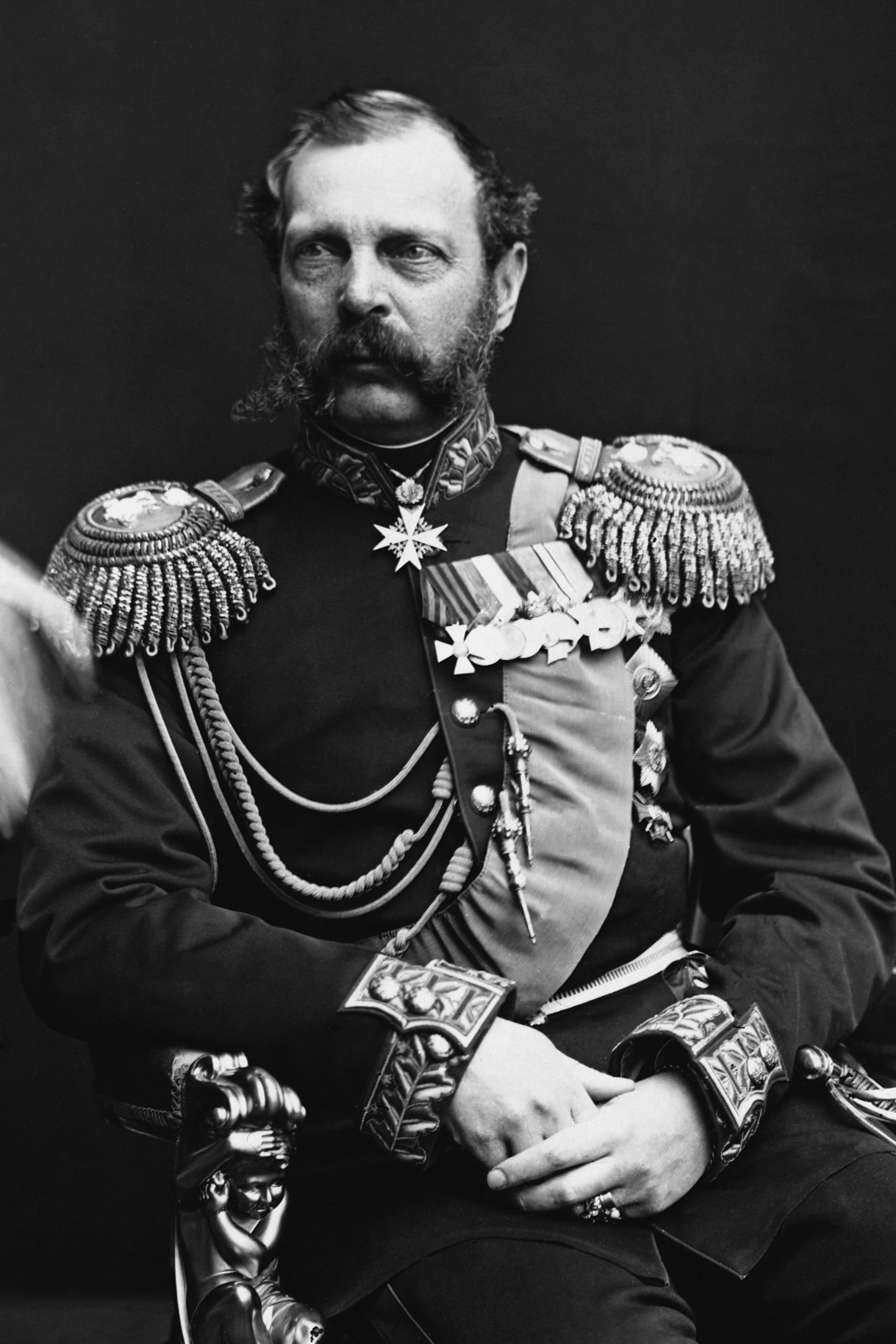
Alexander II.

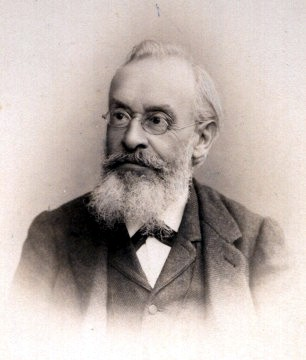
Alexander Brückner

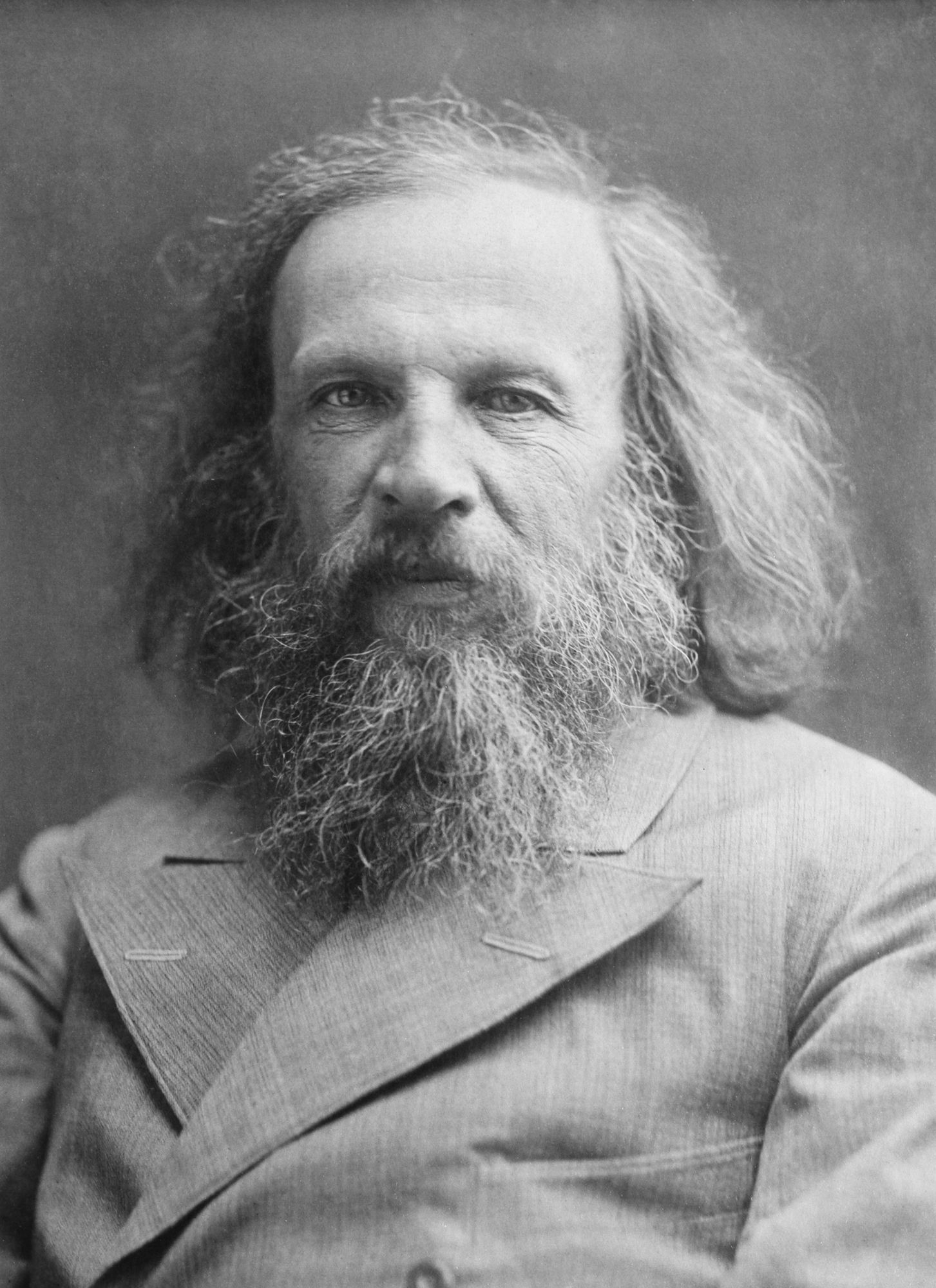
Dmitri Mendelejew

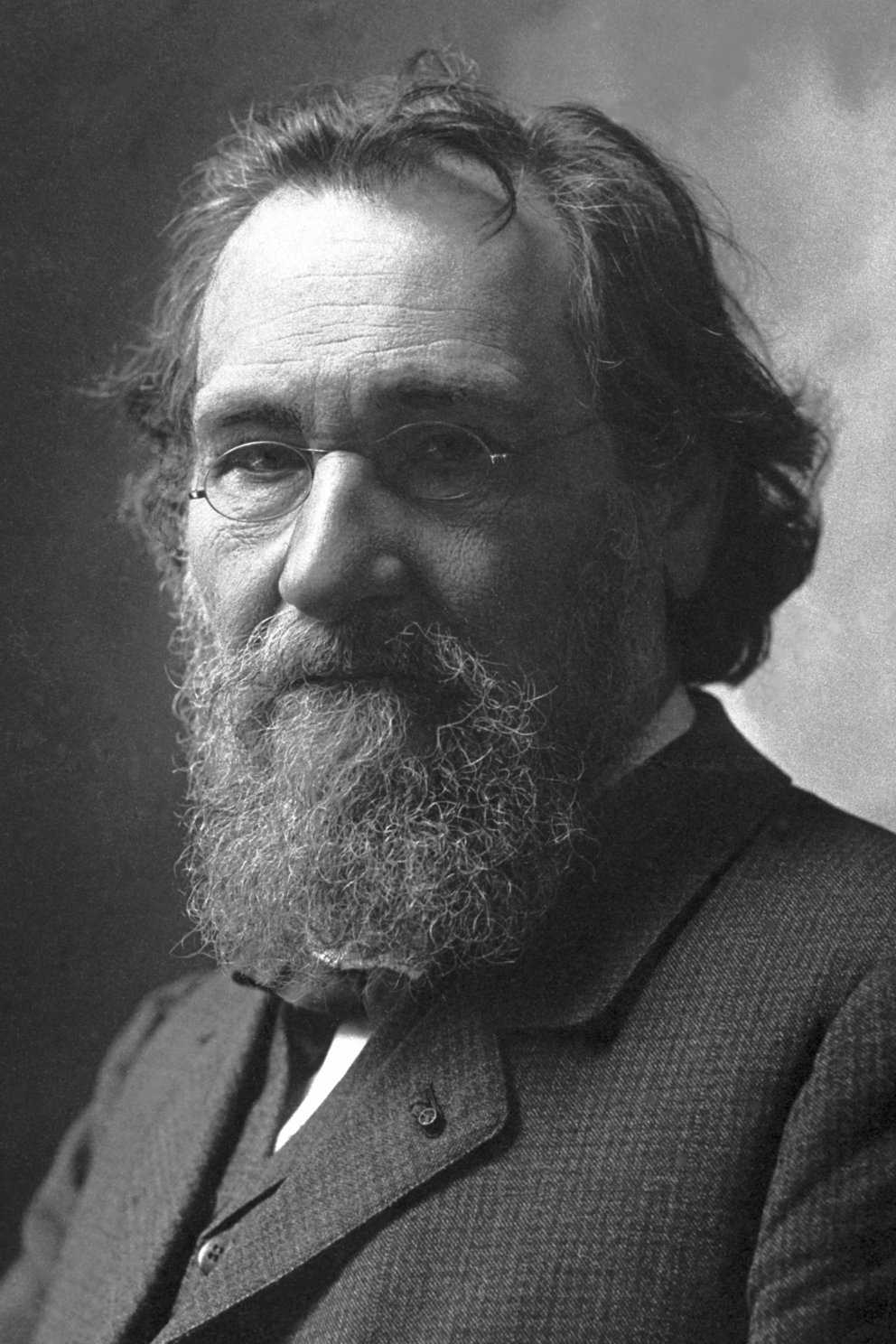
Ilja Metschnikow

- Alexander II. (1818–1881), Zar von Russland, besuchte im November 1855 Odessa.
- Osias Abrass, Chasan, Kantor und Komponist, war von 1858 bis 1884 Oberkantor der israelitischen Kultusgemeinde an der Or-Sameach-Synagoge in Odessa.
- Alexander Brückner (1834–1896), baltendeutscher Historiker, lehrte von 1867 bis 1872 in Odessa.
- Iwan Boldin (1892–1965), sowjetischer General, war von 1939 bis 1941 Kommandeur des Militärbezirks Odessa.
- Oskar Becker (1839–1868), Attentäter auf König Wilhelm von Preußen
- Carl Woldemar Becker (1841–1901), Vater von Paula Modersohn-Becker, Eisenbahningenieur und Bruder von Oskar Becker
- Theodor Beutling (1898–1942), deutscher Politiker (KPD), Reichstagsabgeordneter
- Rimma Bondar (1937–2011), sowjetisch-ukrainische Althistorikerin und Hochschullehrerin
- Georgi Dobrowolski (1928–1971), sowjetischer Kosmonaut
- Georgi Florowski (1893–1979), orthodoxer Theologe des 20. Jahrhunderts
- Wilhelm Flicke, Spezialist für Kryptografie bei der Reichswehr und Wehrmacht, Schriftsteller
- Franz Josef Grenzebach, Handelsunternehmer und Geheimdiplomat des russischen Zaren im 19. Jahrhundert. Deutschstämmig, geboren in Simferopol, Mutter entstammte der russischen Adelsfamilie Romanow. In Odessa Lebensmittelpunkt und Sitz der Handelsgesellschaften.
- Nikolai Gikalo (1897–1938), sowjetischer Revolutionär und Politiker
- Waldemar Haffkine (1860–1930), Bakteriologe, studierte in Odessa Medizin.
- Johann Höhn (1854–1938), russlanddeutscher Unternehmer, größter Pflughersteller des Russischen Reiches.
- Johann Karl Ehrenfried Kegel (1784–1863), deutscher Agronom und Kamtschatka-Erforscher, verstarb in Odessa.
- Dmitri Klimow (1850–1917), russischer Pianist und Musikpädagoge, Lehrer am Konservatorium
- Kyriak Kostandi (1852–1921), Maler
- Johann Kremenezky (1848–1934), Industrieller und Zionist
- Sara Lewina (1906–1976), russische Komponistin, studierte in Odessa Klavier.
- Rodion Malinowski (1898–1967), sowjetischer Verteidigungsminister und Marschall der Sowjetunion
- Alexander Marinesko (1913–1963), sowjetischer U-Boot-Kommandant der S-13 im Zweiten Weltkrieg
- Pierre Mavrogordato (1870–1948), griechischer Archäologe und Antikensammler
- Lew Mechlis (1889–1953), sowjetischer Politiker
- Dmitri Mendelejew (1834–1907), russischer Chemiker, lehrte um 1855 an einem Gymnasium in Odessa.
- Ilja Metschnikow (1845–1916), russischer Zoologe, Anatom, Bakteriologe und Nobelpreisträger, gründete 1886 in Odessa das erste bakteriologische Zentrum Russlands.
- Armand Emmanuel du Plessis, duc de Richelieu (1766–1822), französischer Staatsmann, war von 1803 bis 1814 Statthalter von Odessa.
- Leo Pinsker (1821–1891), Wegbereiter des Zionismus, verstarb in Odessa.
- Nikolai Pirogow (1810–1881), russischer Chirurg und Hochschullehrer
- Alexander Puschkin (1799–1837), russischer Schriftsteller, lebte vor 1824 kurzzeitig in Odessa.
- Swjatoslaw Richter (1915–1997), russischer Pianist, lebte zwischen 1916 und 1937 in Odessa und arbeitete dort an der Oper als Korrepetitor.
- Juwenalij Sajzew (1924–2020), in Odessa tätiger sowjetisch-ukrainischer Hydrobiologe
- Georgi Schukow (1896–1974), sowjetischer General, war von 1946 bis 1948 Kommandeur des Wehrbezirks Odessa.
- Jacob Schapiro (1885–1942), Börsenspekulant und Autohändler im Berlin der 1920er-Jahre
- Mendele Moicher Sforim (1836–1917), jiddischer Schriftsteller, verstarb in Odessa.
- Alexander Suworow (1730–1800), russischer General, gründete Odessa.
- Leo Trotzki (1879–1940), Revolutionär, absolvierte die deutsch-lutherische Schule in Odessa. 1898 saß er zeitweise hier im Gefängnis.
- Andrei Wyschinski (1883–1954), Generalstaatsanwalt und Außenminister der Sowjetunion
- Michail Woronzow (1782–1856), russischer Offizier und Politiker, trug wesentlich zur Entwicklung Odessas bei, gründete unter anderem Theater und Bibliothek.
- Sergei Witte (1849–1915), deutsch-baltischer Unternehmer und russischer Staatsmann, studierte in Odessa und reformierte das russische Eisenbahnwesen.
- Wilhelm Withöft (1847–1904), russischer Admiral
- Mark Zak (* 1959), in Deutschland lebender Schauspieler und Autor, lebte bis Mitte der 1970er-Jahre in Odessa